# Anders Ramsay
Anders Gustaf Ramsay, född 25 juni 1832 i Viborg, död 17 maj 1910 i Helsingfors, var en finländsk skriftställare, son till Karl August Ramsay, brorson till Anders Edvard Ramsay, farbror till August Ramsay. 
Ramsay blev student 1851, övertog efter sin fars död 1855 Björkboda och Sunnanå järnbruk jämte till dem hörande 34 lantgods i Dragsfjärd, men tvingades 1863 på grund av ekonomiska svårigheter att överlämna dem till sina borgenärer. Ett par år senare återupptog han skötseln av ovannämnda, av hans mor återköpta fabriker och lägenheter, vilka emellertid efter moderns död 1868 åter måste säljas. 
Efter att en kortare tid ha idkat sädes- och trävaruexport i Reso flyttade Ramsay till Helsingfors, där han bedrev ångsågsrörelse till 1876. År 1881 flyttade han till Stockholm som verkställande direktör för AB Thetis till 1886. Åren 1886–90 var han bosatt i Paris, därefter i hemlandet. 
Vid 72 års ålder började Ramsay utge memoarverket Från barnaår till silfverhår (åtta delar, 1904–07; I–III i finsk översättning). Detta verk, i vilket han skildrade ett gammalt adelshem i staden och på landet under förra hälften av 1800-talet samt återgav minnen från utländsk mark, blev en stor framgång. Därefter följde en stort anlagd historisk romancykel, Genom sekler; bilder ur en storätts lif (två delar, 1908–09). Hans sista arbete var en samling Berättelser (1909), vilka dock alla härrörde från tidigare år.